# استفان فریس
استفان فریس (به فرانسوی: Stéphane Freiss) (زاده ۲۲ نوامبر ۱۹۶۰) بازیگر، کارگردان فرانسوی است.
از فیلم‌های معروف او می‌توان به بازی در فیلم آخرت، کارگزار مرا خبر کنید!، چوآنس! و به استیکز خوش آمدید اشاره کرد.